# 富屯溪

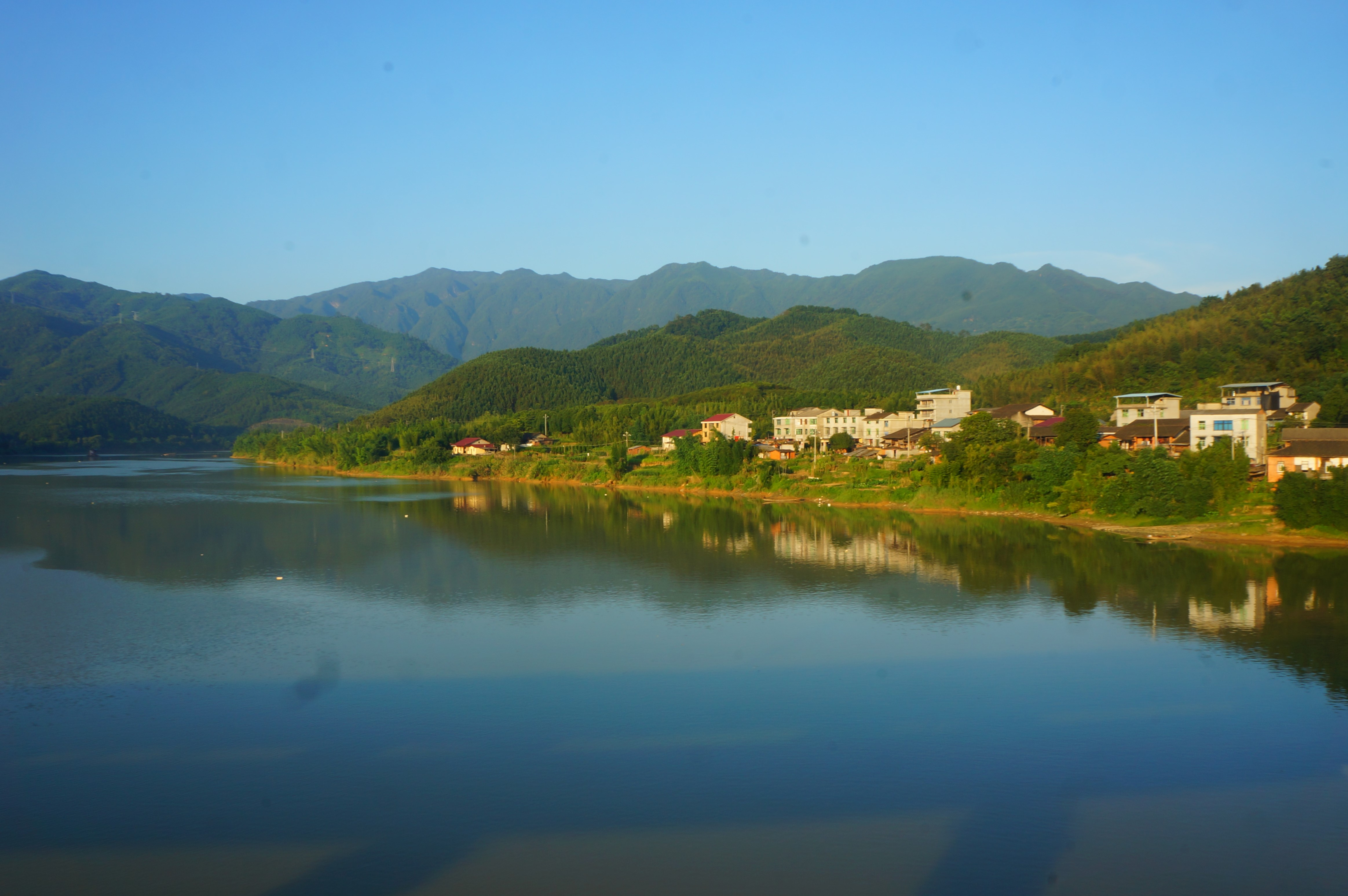
来舟镇境内的富屯溪

富屯溪位於中國福建省，是閩江上游三大支流之一，河長285公里，流域面積13733平方公里，年徑流量140億立方米。
發源於武夷山，流經光澤、邵武、順昌在南平市沙溪口與沙溪匯流。最大支流為金溪，也源於武夷山，在順昌流入富屯溪。金溪並有池潭水電站供發電，並形成金湖。